# Rummelplatz (Roman)

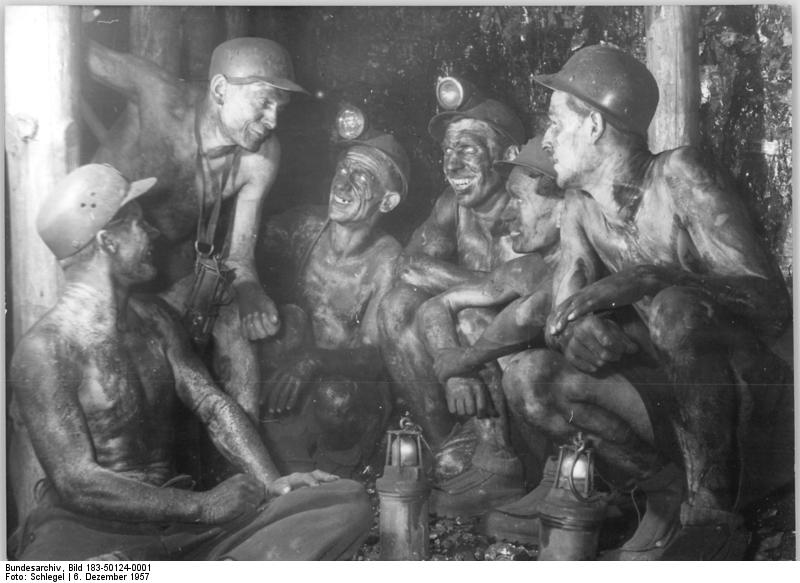
Zwickau, Zeche „Martin Hoop“, Bergarbeiter, Arbeitspause, 1957

Rummelplatz ist der Titel eines zwischen 1959 und 1966 in der DDR entstandenen unvollendeten Romans von Werner Bräunig, der erst posthum im Jahr 2007 veröffentlicht wurde.
Er schildert die Aufbaujahre der  DDR  zwischen Herbst 1949 und Sommer 1953. Hauptschauplatz ist das fiktive erzgebirgische Dorf Bermsthal, in dem ein Bergbaubetrieb der SAG Wismut angesiedelt ist. Hier wurde Uran für die sowjetische Atomindustrie gefördert. Die Wismut galt als „Staat im Staate“ und als Schmelztiegel der Nachkriegskonflikte. 1950 arbeiteten hier rund 200.000 Menschen. Gute Verdienstmöglichkeiten lockten desillusionierte Kriegsheimkehrer und Glücksritter, sozialistische Idealisten und  Entwurzelte an. In Bräunigs Roman wird die Wismut zur Metapher für die Situation der neugegründeten Republik: für den großen Aufbauwillen und Enthusiasmus ebenso wie für sich abzeichnende Fehlentwicklungen. Der Roman endet mit dem Aufstand des 17. Juni 1953.
Bräunig, der einer der Protagonisten des „Bitterfelder Wegs“ und Mitglied der SED war, schilderte die Ereignisse mit ungeschöntem Realismus. Seine eigenen Erfahrungen als Arbeiter bei der Wismut bilden den stofflichen Hintergrund des Romans. Im Kontext des 11. Plenums 1965 geriet Rummelplatz in die Kritik der DDR-Staats- und Parteiführung. Eine Veröffentlichung war damit ausgeschlossen. Erst 2007 erschien das Buch im Aufbau-Verlag Berlin und war im selben Jahr für den Preis der Leipziger Buchmesse nominiert.

## Entstehung
Bräunig, Student am Literaturinstitut „Johannes R. Becher“, begann 1959 die Arbeit an dem als zweibändig geplanten Romanprojekt, das zunächst den Arbeitstitel Der eiserne Vorhang trug. Er wollte die Zeit von 1949 (dem Gründungsjahr der DDR) bis 1959 in der DDR mit einigen Seitenblicken auf die Entwicklung in der Bundesrepublik gestalten. Ursprünglich hatte er vor, einen „Bergarbeiterroman“ zu schreiben, doch dieses Konzept erwies sich schnell als zu eng. Seine kompositorische Absicht zielte auf „eine Verquickung von Erziehungs- und Gesellschaftsroman“, in dessen Zentrum die damals 30-jährigen in Ost und West stehen sollten. Bis 1965 entstanden 700 Manuskriptseiten. Der Autor und sein Projekt standen im Mittelpunkt allgemeinen Interesses: Aufgrund seiner proletarischen Herkunft schien er besonders geeignet, die Richtigkeit der von ihm auf der Bitterfelder Konferenz verkündeten Losung „Greif zur Feder, Kumpel“ unter Beweis zu stellen.
Es gab einen Vorabdruck des 4. Romankapitels in Heft 10 (1965) der ndl (neue deutsche literatur) wie auch Ausschnitte im Neuen Deutschland und im Sonntag. Eine zensierte Veröffentlichung von 170 Manuskriptseiten wurde später im Sammelband Ein Kranich am Himmel abgedruckt, der 1981 im Mitteldeutschen Verlag erschien. Grund für die Zensur war, dass der Inhalt des Romans und dessen „wirklichkeitsgesättigte Prosa“ (Christa Wolf im Vorwort von Rummelplatz) den offiziellen Vorstellungen von der literarischen Gestaltung des sozialistischen Aufbaus widersprachen und das vorgesehene Buch deshalb in der DDR nicht erscheinen durfte, wenngleich ein offiziell ausgesprochenes Verbot nicht nachweisbar ist. Die Dynamik, die letzten Endes zur Nichtveröffentlichung führte, erklärt sich vor allem aus der Verschärfung des bis dahin relativ gemäßigten kulturpolitischen Kurses im Zuge des 11. Plenums 1965.
Bereits vor dem Plenum, am 25. November 1965, wurde der Vorabdruck des Romankapitels in der ndl bei einem Treffen von Funktionären mit Schriftstellern thematisiert. An dem Treffen nahmen unter anderen Christa Wolf und Anna Seghers teil. Walter Ulbricht griff Bräunigs Roman direkt an: "Wem soll das nutzen? Brauchen wir das zur Erziehung der Jugend von heute?" Hintergrund dieses Angriffs waren, wie sich Christa Wolf rückblickend erinnert, antisozialistische Stimmungen unter der Jugend, für die die Künstler verantwortlich gemacht wurden, um von ökonomischen und politischen Problemen abzulenken.  Christa Wolf verteidigte Bräunig gegen Ulbrichts Kritik, ebenso Anna Seghers, die "das Hinwegdrängen einer Sache, die uns in ihrer Widerspiegelung nicht gefällt", als "eine defensive Haltung" bezeichnete.
Durch den Abdruck war auch das Ministerium für Staatssicherheit auf Bräunigs Roman aufmerksam geworden. Der Leiter der Objektverwaltung Wismut schrieb an die Staatssicherheit Karl-Marx-Stadt, „dahingehend zu wirken, dass von den zuständigen Stellen eine Herausgabe dieses Buches verhindert wird“.
Am 30. November fasste das SED-Politbüro auf Antrag von Kurt Hager, Erich Honecker und Paul Fröhlich einen Beschluss, in dem es unter anderem hieß: „Im ‚Neuen Deutschland‘ ist die öffentliche Auseinandersetzung mit den Gedichten von Biermann ... zu beginnen. Außerdem ist im ‚Neuen Deutschland‘ die Auseinandersetzung mit dem in der Zeitschrift ‚Neue Deutsche Literatur‘ veröffentlichten Stück von Bräunig (Rummelplatz) zu führen. Es ist zu organisieren, dass Arbeiter, die den Aufbau der Wismut miterlebt haben, dazu schreiben.“
Das einzig vorhandene Exemplar des Romans wurde Anfang Dezember von der Arbeitsgruppe Honecker zur Vorbereitung des Plenums beim Mitteldeutschen Verlag angefordert. Dr. Hans Baumgart von der Abteilung Kultur beim Zentralkomitee der SED sollte eine Stellungnahme dazu abgeben, die, von einzelnen kritischen Hinweisen abgesehen, insgesamt recht positiv ausfiel.
Am 7. Dezember 1965 erschien im Neuen Deutschland (ND) ein „Offener Brief der Wismut-Kumpel“ gegen Bräunigs Roman. Diese Form der inszenierten Öffentlichkeit war in der DDR nicht unüblich; in der Regel gingen solche Meinungsäußerungen auf Parteiaufträge zurück. Klaus Höpcke, der Kulturredakteur des ND, hatte mit vier Angehörigen der Wismut – alles SED-Genossen – über das Rummelplatz-Kapitel diskutiert und danach den „Offenen Brief“ formuliert. Flankiert wurde dieses Schreiben durch den Brief eines Arztes, der Bräunig eine „diffamierende Darstellung“ der Arbeiterklasse und „ans Pornographische grenzende Details“ vorwarf und Bedenken gegen eine Veröffentlichung des Romans äußerte. Der Autor wehrte sich mit einem offenen Brief: „Was ich da versuche, ist kein Roman über die Wismut, sondern ein Entwicklungsroman, der das Leben von vier jungen Leuten verfolgen will von 1949 bis in die Gegenwart (...).“ Er verwies darauf, dass er keineswegs nur seine subjektiven Erinnerungen verarbeite, sondern gründliches Quellenstudium betrieben und Interviews mit Hunderten von Menschen geführt habe. Die Redaktion des ND bezeichnete Bräunigs Stellungnahme als „nicht in jeder Beziehung befriedigend klar“. Die Kampagne gegen Bräunig war eröffnet.
Am 13. Dezember reagierte der RIAS auf die im ND geführte Polemik mit einem Kurzkommentar und sendete einen Ausschnitt aus dem Manuskript.
Am 14. Dezember erschien ein Artikel von Alexander Abusch im ND, in dem er die Literaturzeitschrift Neue Deutsche Literatur, in der der Vorabdruck des Rummelplatz-Artikels erschienen war, bezichtigte, „Konzessionen an (...) die falschen Tendenzen zu machen.“ Der Name Bräunig fiel nicht, wenngleich nach dem Vorlauf jedem klar sein musste, wer gemeint war.
Erich Honecker war zu jener Zeit Sicherheitssekretär des ZK der SED. Er strebte einen Kurswechsel gegenüber der relativ gemäßigten Kulturpolitik Walter Ulbrichts an. Honecker wurde vom Politbüro beauftragt, im Vorfeld des 11. Plenums „festzulegen, über welche Prozesse, die gegen jugendliche Banden geführt werden, in der Presse zu berichten sei.“ Damit hatte Honecker die Fäden in der Hand, die Medienberichterstattung in seine gewünschte Richtung zu lenken.
Er war es auch, der maßgeblich für den scharfen Ton verantwortlich war, mit dem die Künstler auf dem 11. Plenum gemaßregelt wurden. Das Plenum fand vom 16. bis 18. Dezember statt. Unter der Überschrift "Ein sauberer Staat mit unverrückbaren Maßstäben" begann die Abrechnung, vor allem „gegen die Einflüsse der kapitalistischen Unkultur und Unmoral“ in der Kunst. Sie richtete sich gegen Filme wie Das Kaninchen bin ich von Kurt Maetzig, gegen Künstler wie Wolf Biermann – und wiederum gegen Werner Bräunig. In einer Lesemappe, die die Delegierten vorab erhielten, lag auch der Abdruck des "Rummelplatz"-Kapitels.
Auf dem Plenum war es lediglich Christa Wolf, die sich spontan zu Wort meldete und die pauschale Diffamierung der kritisierten Künstler, darunter auch Bräunig, abzuwehren versuchte. „Literatur ohne Kritik ist nicht denkbar.“ Christa Wolf plädierte für "das freie Verhältnis zum Stoff" als ein hohes Gut, das man in den letzten Jahren erworben habe. Sie wurde durch ständige Zwischenrufe attackiert und ihre Parteinahme blieb letztlich wirkungslos.
Bräunig empfand insbesondere die inszenierte Kampagne im ND als unwürdig und war verunsichert. Er wurde von einem tribunalgleichen „Gespräch mit den Werktätigen“ zum nächsten geschickt, verteidigte jedoch den Roman und unterwarf sich nicht dem üblichen Ritual der öffentlichen Selbstkritik. Dennoch war er bereit, mit dem Mitteldeutschen Verlag Überarbeitungen zu besprechen. Mit hohem Aufwand versuchten die Lektoren, aus den Fragmenten ein druckfähiges Manuskript herzustellen. Im Februar bat die Verlagsleitung um ein Gespräch mit Vertretern der Abteilung Kultur des Zentralkomitees der SED, um sich abzusichern. In dem Gespräch wurde einstimmig festgelegt, dass der Roman grundsätzlich überarbeitet werden müsse – nach den Richtlinien der auf dem Plenum geäußerten Kritik. Damit war das Schicksal des Buches besiegelt: es war klar, dass es auf absehbare Zeit nicht erscheinen würde. Das Projekt wurde auf unbestimmte Zeit verschoben. Nach 1965 wurde in offiziellen Begründungen lediglich vermerkt, dem Roman mangle es an künstlerischer Qualität und eine Veröffentlichung sei deshalb nicht realisierbar. 1966 brach Bräunig die Arbeit am Roman ab, verwahrte jedoch das Manuskript sorgfältig. Am 15. November 1967 wurde der Verlagsvertrag gelöst.
Von diesem Konflikt mit der Partei- und Staatsführung hat sich Bräunig nie wieder erholt. Der literarischen Großform Roman hat er sich danach nicht mehr zugewandt. 1967 bekam er wegen einer Affäre ein Parteiverfahren, in dem ihm „parteifremdes Verhalten“ vorgeworfen wurde. Bräunig gab sein Arbeitsverhältnis am Literaturinstitut „Johannes R. Becher“ auf und flüchtete sich mehr und mehr in den Alkohol.
1974 erschien anlässlich seines 40. Geburtstags in der Zeitschrift Weimarer Beiträge ein Interview mit Bräunig. Auf die Frage, ob er nach dem 11. Plenum tatsächlich nicht mehr an "Rummelplatz" geschrieben habe, antwortete er: „Sie täuschen sich nicht, ich bin tatsächlich nicht zu Rande gekommen, und ich habe auch nicht mehr daran gearbeitet.“ Auf die Frage, ob dies die Folge der Kampagne gegen ihn gewesen sei, sagte Bräunig: „Nein, das ist es auf keinen Fall. Die Diskussionen waren zwar recht heftig, aber immer freundschaftlich. Ich bin weder ein Opfer des 11. Plenums geworden, wie es Presseleute und Literaturgeschichtsschreiber in der BRD immer wieder frisch freiweg behaupten, noch ist in irgendeiner Weise Porzellan zerschlagen worden. (...) Ich habe in den letzten Jahren, in denen es mir nicht gut ging, von der Bezirksleitung der Partei, vom Schriftstellerverband und vom Verlag Hilfe bekommen und ich möchte das Vertrauen, das mir dadurch bekundet wurde, rechtfertigen, indem ich bald ein neues Buch vorlege.“
1976 starb Werner Bräunig an den Folgen seines Alkoholismus.
Bräunig hinterließ zwei Fassungen des Romans sowie skizzenhafte Szenen und Notizen. Da seine Söhne zum Zeitpunkt seines Todes noch nicht volljährig waren, wurde der Nachlass im Stadtarchiv Halle-Neustadt gelagert. Ende 1991 wurde er den Söhnen ausgehändigt, allerdings ohne das Original-Manuskript von Rummelplatz. Dieses galt als verschollen und tauchte erst 1991 in der Ausstellung Zensur in der DDR des Literaturhauses Berlin wieder auf. Es war, wie sich herausstellte, im Archiv des Mitteldeutschen Verlags gefunden worden. Bräunigs Erben überließen es 2005 dem Aufbau-Verlag; dort wurde der Roman 2007 von Angela Drescher herausgegeben, die dem Buch auch einen Essay über Autor und Werk mitgab. Ein Vorwort von Christa Wolf begleitet die Edition.
Rummelplatz war in der Sparte Belletristik für den Preis der Leipziger Buchmesse 2007 (Kategorie: Belletristik) nominiert. In den zahlreichen Rezensionen wird der Roman als bedeutendes Werk der deutschen Nachkriegsliteratur gewertet. Franziska Augstein schrieb: „Das aus verschiedenen Fassungen herausgeschälte Manuskript enthält kleine Unstimmigkeiten. Sicherlich hätte es etwas anders ausgesehen, wenn Bräunig selbst es beendet hätte. Das tut nichts zur Sache. „Rummelplatz“ ist ein großer deutscher Nachkriegsroman. Hätte Bräunig weitergearbeitet, wäre er ohne weiteres neben Günter Grass, Martin Walser und Heinrich Böll angekommen.“

## Hörbuch
Rummelplatz erscheint 2015 als neu aufgelegtes Hörbuch bei Der Audio Verlag, gelesen von Jörg Gudzuhn.

„"Keinen besseren", so Rezensent Peter Lückemeier über die Ausgabe von 2007, habe der Verlag finden können für die Lesung dieses Buches. Jörg Gudzuhn mache es zu einem "auch akustischen Ereignis". Aber so "grandios" die Lesung sei, so sei doch das Beste immer wieder die Sprache von Werner Bräunig selbst.“

## Theateradaption
- Armin Petras: Rummelplatz. Uraufführung 2009 am Maxim Gorki Theater Berlin, Regie: Armin Petras

## Preis
Der Roman erhielt 2009 den Hauptpreis im Kammweg-Literaturwettbewerb.

## Editionsdaten
- Werner Bräunig: Rummelplatz. Roman. 768 S. Aufbau-Verlag, Berlin 2007, ISBN 978-3-351-03210-4.
- Werner Bräunig: Rummelplatz. 467 Minuten. Der Audio Verlag, Berlin 2015, ISBN 978-3-86231-552-9.